# Christian Wilhelm Posselt

Wilhelm Posselt

Christian Wilhelm Heinrich Posselt (* 14. September 1806 in Weinheim; † 21. Januar 1877 in Heidelberg) war ein deutscher Mediziner, dem als Ersten die Isolation von Nikotin aus der Tabakpflanze gelang.

## Leben
Sein Vater, Carl Ludwig Posselt (1782–1845), hatte am 20. August 1795 in Heidelberg eine Apotheke ersteigert und 1807 die Schwanen-Apotheke gekauft, die er 31 Jahre behielt. Er war auch badischer Landtagsabgeordneter in Heidelberg. Er heiratete Susanna Karolina Anderst.
Christian Wilhelm studierte in Heidelberg und Würzburg Medizin. Als Dr. med. isolierte er 1828 im Rahmen eines Wettbewerbs zusammen mit Karl Ludwig Reimann das Nikotin aus Tabak. Sie beschrieben das wirksame Nikotin in einer an die Universität Heidelberg eingereichten Preisschrift De Nicotiniana – Über die Tabakpflanze über die Isolierung und die physiologischen Eigenschaften des Nikotins. Für ihre Untersuchungen erhielten sie vom Großherzog von Baden eine Goldmedaille, die goldene Staatsmedaille des Großherzogtums Baden. Nicotianin erinnert an Jean Nicot, der 1560 die Tabakpflanze (Nicotiana) nach Frankreich einführte. Die Arbeit ging später gänzlich in Vergessenheit, das Manuskript wurde erst 1938, ein Jahr vor dem Ersten Internationalen Tabakkongresses, unter Altpapier auf einem Berliner Dachboden wieder aufgefunden.
Als Vorläufer zu dieser Arbeit werden genannt: Gaspari Cerioli (1781–1865) hatte 1807 das Olio essenziale des Tabaks gefunden, Louis-Nicolas Vauquelin hatte 1809 aus Tabak die Essence de Tabac gewonnen. Sigismund Friedrich Hermbstädt veröffentlichte 1821 Bemerkungen über das Nicotianin, einen eigenthümlichen Bestandtheil in den verschiedenen Arten des Tabaks. Ferner der Zigarrenfabrikant Otto Unverdorben, Mathieu Orfila, Leopold Gmelin, der Heidelberger Pathologie-Professor Jakob Friedrich Christian Sebastian (1771–1840) und Philipp Lorenz Geiger.
Christian Wilhelm Posselt wurde 1844 außerordentlicher Professor an der Medizinischen Fakultät in Heidelberg.
Sein Bruder, Louis Posselt (1817–1880), wurde Privatdozent für Pharmazie in Heidelberg, wanderte nach der gescheiterten Badischen Revolution 1849 als Minensachverständiger nach Nord-Mexiko aus, wurde nach seiner Rückkehr 1860 Chemieprofessor seiner Heimatstadt, stiftete den Aussichtsturm Posseltslust beim Kohlhof, und nahm am Karlsruher Kongress teil.
Aus der Ehe Wilhelm Heinrich Posselts mit Anna Babette (Barbara) Landfried (1812–1867) aus Heidelberg gingen fünf Kinder hervor. Sein Sohn Ernst Posselt (1838–1907) war ein deutscher Kaufmann und Kunstsammler. Wilhelm Heinrich Posselt ist im Familiengrab auf dem Heidelberger Bergfriedhof in der Abteilung A bestattet.